# Сырдарьинская губерния
Сырдарьи́нская губе́рния — административно-территориальная единица Киргизской (с 1925 — Казакской) АССР, существовавшая в 1924—1928 годах. Центр — город Чимкент. 
Губерния образована 12 декабря 1924 года из Сырдарьинской области. Первоначально делилась на уезды: 
- Ак-Мечетский уезд. Центр — город Ак-Мечеть (в 1925 переименован в Кзыл-Орду)
- Аулие-Атинский уезд. Центр — город Аулие-Ата
- Казалинский уезд. Центр — город Казалинск
- Ташказакский уезд. Центр — село Коктерек (позже центр перенесён в село Чичерино, а затем в урочище (позже — село) Сары-Агач)
- Туркестанский уезд. Центр — город Туркестан
- Чимкентский уезд. Центр — город Чимкент.

В 1925 году Ак-Мечетский уезд переименован в Кзыл-Ординский. В 1927 году образован Карсакпайский район с центром на руднике Джезказган.
17 января 1928 года губерния была упразднена. Её территория распределена между Кзыл-Ординским и Сыр-Дарьинским округами.
По данным переписи 1926 года, в губернии проживало 1156,8 тыс. чел. В том числе казахи — 75,7%; узбеки — 10,8%; русские — 7,1%; украинцы — 3,7%.